# ريان هاغرتي
ريان هاغرتي (بالإنجليزية: Ryan Haggerty)‏ هو لاعب هوكي الجليد أمريكي، ولد في 4 مارس 1993 في ستامفورد في الولايات المتحدة.

## وصلات خارجية
- ريان هاغرتي على موقع دوري الهوكي الوطني (الإنجليزية)
- ريان هاغرتي على موقع EliteProspects.com (الإنجليزية)
- ريان هاغرتي على موقع Eurohockey.com (الإنجليزية)
- ريان هاغرتي على موقع HockeyDB.com (الإنجليزية)
- ريان هاغرتي على موقع Hockey-Reference.com (الإنجليزية)